# 愛を知る時
「愛を知る時」（あいをしるとき、原題:Once You've Tasted Love、ワンス・ユーヴ・テイステッド・ラヴ）はイギリスの人気グループ、テイク・ザットのシングル曲。

## 解説
デビューアルバム『テイク・ザット&パーティ』に収録されており、同アルバムからの3枚目のシングル。メインボーカルはゲイリー・バーロウ。最高位はUKチャート47位に終わるが、この曲を最後に、テイク・ザットはブレイクしていく。
カップリングとして収録された「ゲス・フー・テイステッド・ラヴ」は『テイク・ザット&パーティ』の2006年再発盤のボーナストラックとして追加収録された。